# Ministri della polizia della Francia
| Inizio            | Fine              | Titolare del ministero           |
| ----------------- | ----------------- | -------------------------------- |
| 4 gennaio 1796    | 4 aprile 1796     | Philippe-Antoine Merlin de Douai |
| 4 aprile 1796     | 15 luglio 1797    | Charles Cochon de Lapparent      |
| 4 gennaio 1796    | 4 aprile 1796     | Philippe-Antoine Merlin de Douai |
| 15 luglio 1797    | 25 luglio 1797    | Jean-Jacques Lenoir-Laroche      |
| 25 luglio 1797    | 13 febbraio 1798  | Jean-Marie Sotin de La Coindière |
| 13 febbraio 1798  | 16 maggio 1798    | Nicolas Dondeau                  |
| 16 maggio 1798    | 29 ottobre 1798   | Marie Jean Lecarlier d'Ardon     |
| 29 ottobre 1798   | 23 giugno 1799    | Jean-Pierre Duval                |
| 23 giugno 1799    | 20 luglio 1799    | Claude Sébastien Bourguignon     |
| 20 luglio 1799    | 13 settembre 1802 | Joseph Fouché                    |
| 10 luglio 1804    | 3 giugno 1810     | Joseph Fouché                    |
| 3 giugno 1810     | 1º aprile 1814    | René Savary                      |
| 3 aprile 1814     | 13 maggio 1814    | Jules Anglès                     |
| 20 marzo 1815     | 22 giugno 1815    | Joseph Fouché                    |
| 22 giugno 1815    | 7 luglio 1815     | Jean Pelet                       |
| 7 luglio 1815     | 26 settembre 1815 | Joseph Fouché                    |
| 26 settembre 1815 | 29 dicembre 1818  | Élie Decazes                     |
| 2 gennaio 1852    | 21 giugno 1853    | Charlemagne de Maupas            |